# Edward Jakiel
Edward Jakiel (ur. w 1966 w Braniewie) – polski historyk literatury, profesor doktor habilitowany nauk humanistycznych, wykładowca Uniwersytetu Gdańskiego; jego główne zainteresowania naukowe obejmują Biblię w literaturze, Młodą Polską oraz twórczość Wyspiańskiego.

## Życiorys
Urodził się w Braniewie. Ukończył liceum ogólnokształcące w Zespole Szkół Ogólnokształcących im. Bojowników o Polskość Warmii w Ornecie. Jest absolwentem Uniwersytetu Gdańskiego. W 2001 obronił stopień doktora na Uniwersytecie Gdańskim, w 2011 uzyskał habilitację na tej samej uczelni. W latach 2012–2016 był kierownikiem Katedry Historii Literatury w Instytucie Filologii Polskiej, w latach 2016–2020 był dyrektorem Instytutu Filologii Polskiej. 28 września 2020, postanowieniem prezydenta Andrzeja Dudy, został mu nadany tytuł profesora nauk humanistycznych.
Jest założycielem i kierownikiem Pracowni Badań nad Biblią i Religią w Literaturze Polskiej XIX i Początku XX wieku, następnie przekształconej w Pracownię Badań nad Biblią w Literaturze Polskiej i Polskim Filmie. Ponadto jest organizatorem sesji naukowych na temat Biblii i apokryfów w literaturze polskiej.
Jest członkiem Stowarzyszenia imienia Romana Brandstaettera i Towarzystwa Miłośników Języka Polskiego.
Jest autorem licznych publikacji, w tym publikacji książkowych:
- Młodopolskie portrety biblijne. Wybrane zagadnienia i kreacje (2007)
- Edward Miłkowski w poszukiwaniu modernistycznej tożsamości (2010)
- W służbie katechezy. Teksty literackie w periodykach religijnych 1890-1918 w kontekście Młodej Polski (2011)
- Biblia w utworze Jana Kasprowicza "Chrystus. Poemat społeczno-religijny" (2018)
- Lektury Księgi. Ze studiów na Biblią w literaturze polskiej (2019)
- W biblijnym kręgu twórczości Józefa Jankowskiego. Kohelet (2020)
- Biblia w wybranych dramatach okresu Młodej Polski (2022)
- Biblia poetycka Harry'ego Dudy. Rozpoznania (2024)